# No Heavy Petting
No Heavy Petting — пятый студийный альбом британской рок-группы UFO, выпущенный в 1976 году.

## Об альбоме
На этом альбоме состав группы расширился до пяти человек. Пятым членом группы стал бывший клавишник Heavy Metal Kids Дэнни Пейронел, ставший соавтором нескольких композиций диска. После относительного успеха предыдущего альбома группы Force it в США, звукозаписывающая компания решила, что теперь группа готова стать следующей рок-звездой. Надежды возлагались на третий студийный альбом UFO, выпущенный на лейбле Chrysalis.
Для записи альбома группа вновь собралась в лондонской Morgan Studios. Продюсером альбома, как и двух предыдущих, стал басист Ten Years After Лео Лайонс. Дизайн обложки выполнен студией Hipgnosis. «Мне особенно нравится No Heavy Petting, потому что в нём больше зрелости. Force It был рок-альбомом, но No Heavy Petting был немного более отточенным», — сказал Майкл Шенкер в интервью журналу This Is Rock. 
По словам новичка Дэнни Пейронела, он был одним из соавторов песни «On With The Action», над которой он не только работал, но и, по сути, написал её вместе с Майклом Шенкером. Они играли в гримёрке одного клуба в Сан-Франциско, именно тогда они с Майклом начали импровизировать. У гитариста был рифф песни, Дэнни придумал последовательность аккордов, а потом Фил Могг начал импровизировать с вокалом, так что это была совместная работа всех троих. Однако по странной случайности клавишник не был указан как соавтор песни на обложке альбома. Ещё одной ошибкой, по воспоминаниям Дэнни, стало то, что Шенкер и Могг указаны как соавторы трека «Martian Landscape», который был исключительно его работой.
Электронный журнал PopMatters считает, что в альбоме No Heavy Petting соло Шенкера в песне «I’m a Loser» возносит трек в стратосферу, а его простые риффы в песне «Natural Thing» были именно тем, чего жаждала публика на аренах.
Несмотря на создание нескольких мощных хард-роковых номеров («Natural Thing», «Reasons Love») и эффектной баллады («Belladonna»), альбом не пользовался особой популярностью, как его предшественник, и поднялся только до 169-й позиции в Billboard Top 200, а в Британии вообще не попал в чарты. «Возможно из-за того, что мы недостаточно активно общались на радиостанциях», — признал басист Пит Уэй.

## Критика
Журнал Brave Words выделяет среди основных моментов альбома неистовую «Can You Roll Her», отмечает влияние Брюса Спрингстина на «Highway Lady» и головокружительную «Natural Thing» среди в целом «прекрасного и хорошо выдержанного выбора многочисленных номеров группы». Среди бонусного материала переиздания группа авторов журнала выделяет каверы на Faces и коллеги по лейблу Фрэнки Миллера, а также три очень редких оригинала UFO, записанных в тех же сессиях, что и альбом, и звучащих очень хорошо — это «French Kisses» и «Do It You Can». Завершает шоу фортепианная баллада Дэнни Пейронела в стиле Queen под названием «All The Strings».
По мнению Дэвида Фрике из журнала Rolling Stone, No Heavy Petting звучал с клавишными и сбалансированным сочетанием кранча и радиопопа, что окупилось в более поздних FM-хитах UFO, таких как «Lights Out» и «Only You Can Rock Me».
Музыкальный критик Мартин Попофф положительно оценивает работу продюсера Лео Лайонса, который «запечатлел группу яркой и живой, с её энергичным исполнением, с обильными басами, обжигающими верхами и расплавленными гитарами», и отмечает вклад клавишника Дэнни Пейронела за то, что он участвовал в написании двух треков: хард-роковой «Highway Lady» в стиле Спрингстина и задорной «Can You Roll Her». Особой похвалы удостоилась открывающая альбом песня «Natural Thing», которая, по мнению журналиста, «просто идеальна».
Онлайн-издание Ultimate Classic Rock считает No Heavy Petting самым слабым из пяти классических альбомов UFO 1970-х годов и отмечает в своём обзоре, что он был спешно создан на фоне стремительно растущего гастрольного графика группы, что даже потребовало участия в написании песен клавишником Дэнни Пейронелом (треки «Can You Roll Her», «Highway Lady»). Журналист издания также положительно оценивает работу басиста Пита Уэя в ярких моментах «Natural Thing», «I’m a Loser» и «Reasons Love», но слабые партии баса в тягучей «On with the Action».

## Список композиций
| №                   | Название             | Автор(ы)                          | Длительность |
| ------------------- | -------------------- | --------------------------------- | ------------ |
| 1.                  | «Natural Thing»      | Михаэль Шенкер, Фил Могг, Пит Уэй | 3:59         |
| 2.                  | «I’m a Loser»        | Шенкер, Могг                      | 3:50         |
| 3.                  | «Can You Roll Her»   | Дэнни Пейронел, Энди Паркер, Могг | 2:56         |
| 4.                  | «Belladonna»         | Шенкер, Могг                      | 4:28         |
| 5.                  | «Reasons Love»       | Шенкер, Могг                      | 3:15         |
| 6.                  | «Highway Lady»       | Пейронел                          | 3:46         |
| 7.                  | «On with the Action» | Шенкер, Могг                      | 5:00         |
| 8.                  | «A Fool in Love»     | Фрэнк Миллер, Энди Фрэйзер        | 2:46         |
| 9.                  | «Martian Landscape»  | Пейронел, Шенкер, Могг            | 5:05         |
| Общая длительность: | Общая длительность:  | Общая длительность:               | 35:05        |

| №                   | Название                       | Автор(ы)                            | Длительность |
| ------------------- | ------------------------------ | ----------------------------------- | ------------ |
| 10.                 | «All or Nothing»               | Ронни Лейн, Стив Марриотт           | 3:30         |
| 11.                 | «French Kisses»                | Шенкер, Могг, Уэй, Паркер, Пейронел | 3:07         |
| 12.                 | «Have You Seen Me Lately Joan» | Миллер                              | 4:00         |
| 13.                 | «Do It if You Can»             | Шенкер, Могг, Уэй, Паркер, Пейронел | 3:17         |
| 14.                 | «All the Strings»              | Пейронел                            | 5:58         |
| Общая длительность: | Общая длительность:            | Общая длительность:                 | 54:57        |

## Участники записи
UFO:
- Фил Могг — вокал
- Михаэль Шенкер — гитара
- Дэнни Пейронел[англ.] — клавишные
- Пит Уэй — бас-гитара
- Энди Паркер — ударные

технический персонал:
- Лео Лайонс[англ.] — продюсер

## Позиция в чартах
Альбом
| Год  | Страна | Чарт                     | Позиция |
| ---- | ------ | ------------------------ | ------- |
| 1976 | США    | Billboard Top LPs & Tape | 169     |
| 1976 | Швеция | Sverigetopplistan        | 38      |